# (7845) Mckim
(7845) Mckim est un astéroïde de la ceinture principale.

## Description
(7845) Mckim est un astéroïde de la ceinture principale. Il fut découvert le 1er janvier 1996 à Ōizumi par Takao Kobayashi. Il présente une orbite caractérisée par un demi-grand axe de 3,20 UA, une excentricité de 0,21 et une inclinaison de 16,0° par rapport à l'écliptique.

## Compléments